# Ariramba-preta
Ariramba-preta (nome científico: Brachygalba lugubris), bico-d'agulha-castanho ou agulha-preta (Brachygalba lugubris) é uma espécie de ave galbuliforme.
Pode ser encontrada na Bolívia, Colômbia, Brasil, Equador, Suriname, Guianas e Venezuela. Os seus habitats naturais são: florestas de terras baixas úmidas tropicais ou subtropicais.

## Subespécies
São reconhecidas sete subespécies:
- Brachygalba lugubris lugubris (Swainson, 1838) - ocorre do Leste e Sul da Venezuela até as Guianas e no Nordeste da Amazônia brasileira;
- Brachygalba lugubris fulviventris (P. L. Sclater, 1891) - ocorre a Leste da Cordilheira dos Andes da Colombia, na região de Buenavista e Villavicencio;
- Brachygalba lugubris caquetae (Chapman, 1917) - ocorre a Leste da Cordilheira dos Andes da Colômbia, do Sul da região de Caquetá até o Leste do Peru;
- Brachygalba lugubris obscuriceps (J. T. Zimmer & Phelps, Sr, 1947) - ocorre no extremo Sul da Venezuela e no Noroeste do Brasil;
- Brachygalba lugubris naumburgae (Chapman, 1931) - ocorre no Nordeste do Brasil, nos estados do Maranhão e Piauí;
- Brachygalba lugubris melanosterna (P. L. Sclater, 1855) - ocorre no Leste da Bolívia; na região central e Sudoeste do Brasil;
- Brachygalba lugubris phaeonota (Todd, 1943) - ocorre na região Oeste do Brasil até o Rio Tocantins; (apenas um espécime foi encontrado no Oeste do estado do Amazonas, na região do Rio Solimões).